# Wasp Injection Knife
Ein Wasp Injection Knife (auch Wasp Knife oder Injektionsmesser) ist ein Spezialmesser aus den Vereinigten Staaten, in dessen Griff eine Gaspatrone verbaut ist.

## Geschichte
Bereits in den 1970er-Jahren wurden für die United States Navy Co2-Injektionsspritzen entwickelt, mit dem sich Taucher vor Haiangriffen schützen sollten.
Laut Hersteller wurde es vornehmlich als Allzweckmesser, Überlebensmesser und taktisches Messer für Piloten, Taucher, Jäger und Wanderer, die sich gegen Haie, Bären und andere wilde Tiere verteidigen müssen, entwickelt. Eine Verwendung für Flugsicherheitsbegleiter und das Militär ist ebenfalls vorgesehen. Als das Messer 2008 veröffentlicht wurde, war das Medienecho groß und es wurden sofort Stimmen nach einem Verbot erhoben.
Durch das ungewöhnliche und dramatische Wirkprinzip wird es von Buch- und Drehbuchautoren aufgegriffen, z. B. in den Fernsehserien Law & Order und CSI: NY. Es existieren auch verschiedene Videos von Webvideoproduzenten, die das Messer testen. Aber es gibt keine gesicherten Belege, dass es in der Realität z. B. zur Abwehr von Haiangriffen verwendet wurde.

## Beschreibung
Das Wasp Knife besteht aus einem hohlen Heft, das aus verschiedenen Materialien und Farben (Kunststoffe, Gummi, Holz, rote Signalfarbe) sowie unterschiedlichem Gewicht besteht, die vom Käufer je nach Geschmack und Verwendungszweck (Einsatz auf dem Land oder als Tauchermesser) gewählt werden können. In dem hohlen Heft ist eine Gaskapsel mit Kohlenstoffdioxid(CO2)-Gas mit einer Füllmenge von 24 Gramm angebracht. Die Klinge ist zweischneidig. Die untere Schneide ist glatt geschliffen, die Rückenschneide ist leicht gewellt geschliffen. Die Klinge ist zu beiden Schneiden hin leicht hohlgeschliffen, um das Gewicht der Klinge zu mindern. Durch die Klinge hindurch führt ein Kanal vom Griffstück bis kurz vor die Klingenspitze. An der Griffzwinge zwischen Heft und Klinge ist ein Ventil angebracht, das durch Druck von oben ausgelöst werden kann.
Nach dem Druck auf das Ventil entlädt sich das Gas, das in der Patrone unter rund 55 Bar Druck steht, und dehnt sich mit einer Temperatur um den Gefrierpunkt in der Einstichwunde so stark aus, dass Gewebe, Adern und innere Organe zerstört werden. Der Vorteil besteht z. B. bei Haien darin, dass der Körper des Haies zur Wasseroberfläche treibt, bevor eine große Menge an Blut austritt und mehr Haie anlockt.

## Bestandteile (siehe Bild Infobox)
1. Heft, zur Aufnahme der CO2-Patrone
2. CO2-Patrone
3. Gewinde zum Anschrauben des Heftes an das Klingenstück
4. Auslöseventil
5. Klinge
6. Auslasskanal
7. Mündung des Auslasskanales